# Вімблдонський турнір 1981
Вімблдонський турнір 1981 проходив з 22 червня по 4 липня 1981 року на кортах Всеанглійського клубу лаун-тенісу і крокету в передмісті Лондона Вімблдоні. Це був 95-ий Вімблдонський чемпіонат, а також другий турнір Великого шолома з початку року.

## Огляд подій та досягнень
Джон Макінрой здолав у фіналі 5-разового вімблдонського чемпіона Бйорна Борга й виграв свій перший Вімблдон. Загалом це була для нього 3-тя перемога в турнірах Великого шолома.
У жінок Івонн Гулагонг-Коулі не захищала титул. Виграла Кріс Еверт-Ллойд, для якої це були третя вімблдонська звитяга й 12-ий виграний мейджор.
У жіночому парному розряді перемогли Мартіна Навратілова та Пем Шрайвер — пара, що до домінуватиме протягом багатьох років. Тоді як для Навратілової це був уже 11-ий виграний титул Великого шолома, Шрайвер тріумфувала в такому турнірі уперше.

## Результати фінальних матчів

### Дорослі
| Одиночний розряд. Джентльмени   |                         |                                |
| Джон Макінрой                   | Бйорн Борг              | 4–6, 7–6 (7–1), 7–6 (7–4), 6–4 |
|                                 |                         |                                |
| Одиночний розряд. Леді          |                         |                                |
| Кріс Еверт-Ллойд                | Гана Мандлікова         | 6–2, 6–2                       |
|                                 |                         |                                |
| Парний розряд. Джентльмени      |                         |                                |
| Пітер Флемінг Джон Макінрой     | Боб Лутс Стен Сміт      | 6–4, 6–4, 6–4                  |
|                                 |                         |                                |
| Парний розряд. Леді             |                         |                                |
| Мартіна Навратілова Пем Шрайвер | Кеті Джордан Енн Сміт   | 6–3, 7–6 (8–6)                 |
|                                 |                         |                                |
| Мікст                           |                         |                                |
| Бетті Стеве Фрю Макміллан       | Трейсі Остін Джон Остін | 4–6, 7–6 (7–2), 6–3            |
|                                 |                         |                                |

### Юніори
| Одиночний розряд. Хлопці  |          |                |
| Метт Енгер                | Пет Кеш  | 7–6 (7–3), 7–5 |
|                           |          |                |
| Одиночний розряд. Дівчата |          |                |
| Зіна Гаррісон             | Рене Уйс | 6–4, 3–6, 6–0  |